# Museo Histórico Dominico
El Museo Histórico Dominico (MHD) está ubicado en el Centro Patrimonial Recoleta Dominica, emplazado en el terreno de la Iglesia y Convento de la Recoleta Dominica. Su colección eclesiástica posee más de 1.200 objetos reunidos por la Orden Dominica durante más de doscientos años.

## Historia
Gracias a un acuerdo de comodato por 50 años, firmado en 1997, entre la Orden Dominica de Chile y la entonces Dirección de Bibliotecas, Archivos y Museos (Dibam) (hoy Servicio Nacional del Patrimonio Cultural), se creó el Centro Patrimonial Recoleta Dominica, y con ello se traslada a sus instalaciones el Museo de Artes Decorativas, se crea el Museo Histórico Dominico y se abre al público la valiosa biblioteca del convento, que pasa a llamarse Biblioteca Patrimonial Recoleta Dominica.
En el museo se exhiben objetos de las vivencias eclesiales en diversas manifestaciones: pinturas, esculturas, vasos sagrados, adornos, relicarios, custodias, sagrarios. De la colección se destaca una serie de pintura quiteña e imaginería religiosa de los siglos XVIII y XIX.